# Siracusa Calcio
Die Siracusa Calcio 1924 Società Sportiva Dilettantistica ist ein italienischer Fußballverein aus Syrakus. Der Verein wurde 1924 gegründet und trägt seine Heimspiele im Stadio Nicola De Simone aus, das Platz bietet für 4.500 Zuschauer. US Siracusa spielte bisher sieben Jahre in der Serie B und ist derzeit in der Eccellenza Sicilia, der sechsthöchsten Spielklasse in Italien, zu finden.

## Geschichte
Der Verein Unione Sportiva Siracusa wurde im Jahre 1924 in Syrakus, nach Palermo, Catania und Messina viertgrößte Stadt auf Sizilien, gegründet. Die ersten Jahre verbrachte der Verein vorrangig in der Prima Divisione Sud, der höchsten regionalen Liga in Süditalien. In der Saison 1937/38 gewann man die Meisterschaft von Sizilien durch einen 2:2- und 3:1-Erfolg im Endspiel gegen den US Palermo und qualifizierte sich damit für die Serie C, Italiens dritte Fußballliga. Hier spielte die US Siracusa sogleich sehr gut mit und belegte schon in der ersten Drittligasaison den zweiten Rang der Gruppe H, acht Punkte hinter Catania Calcio, das nach Playoff-Spielen den Aufstieg in die Serie B schaffte. In den folgenden vier Jahren wurde Syrakus dreimal Zweiter hinter Taranto Calcio, Palermo beziehungsweise Catania. 1940/41 erreichte man sogar den ersten Platz der Gruppe H der Serie C und nahm an den Playoffs zum Aufstieg in die Serie B teil, unterlag hierbei jedoch nur knapp gegenüber dem AC Prato und Pro Patria Calcio.

Altes Logo des Vereins von 1973 bis 1997

Nach der durch den Zweiten Weltkrieg bedingten Zwangspause für den Fußball in Italien brach in den 1940er- und 1950er-Jahren die erfolgreichste Phase in der Geschichte der US Siracusa an. In der Qualifikationsphase 1945/46 konnte Syrakus die Promotion für die Serie B 1946/47 erreichen und spielte in genannter Spielzeit erstmals zweitklassig. Mit Platz zwölf wurde der Klassenerhalt nur durch einen Vorsprung von einem Punkt vor dem ersten Absteiger Alba Roma gesichert. Die nachfolgende Saison ist bis heute die erfolgreichste in der Geschichte der US Siracusa. Im Girone C der Serie B belegte die Mannschaft den fünften Platz und verfehlte den Sprung in die Serie A nur um sechs Zähler zum US Palermo. Dabei ließ man renommierte Clubs wie AC Anconitana, Ternana Calcio oder den AC Perugia hinter sich. Ein zweites Mal Fünfter wurde Siracusa in der Saison 1950/51, nur hinter SPAL Ferrara, dem AC Legnano, die beide aufstiegen, sowie dem FC Modena und dem US Livorno. Zwei Jahre darauf waren diese großen Jahre der Vereinsgeschichte aber vorbei und die US Siracusa stieg nach fünf Jahren Zweitklassigkeit durch einen Siebzehnten und vorletzten Platz nur vor dem FC Lucca wieder in die Serie C ab.

Logo des Vereins von 1996 bis 2012

Bis heute gelang der Wiederaufstieg in die Serie B nicht. Nach fünfzehn Jahren in der Serie C fiel der Verein 1968 sogar in die Serie D, damals die vierte Liga. Nach einem kurzen Aufschwung Ende der Siebzigerjahre mit dem Gewinn des Pokalwettbewerbs der Serie C 1979 und einigen Jahren in der Serie C1 stieg die US Siracusa bis 1995 sogar in die Eccellenza, die zweithöchste italienische Amateurliga, ab. Daraufhin gründete sich der Verein neu und war bis 2002 in dieser regionalen Liga aktiv, ehe wieder der Sprung in die Serie D gelang. In fünf der kommenden sechs Jahre scheiterte Siracusa beim Unterfangen Aufstieg in die Serie C2 erst in den Playoffs. 2008/09 wurde man schließlich Erster des Girone I und stieg direkt auf. Gleich im ersten Jahr in der Lega Pro Seconda Divisione, die vormalige Serie C2, gelang der US Siracusa der Durchmarsch bis in die Lega Pro Prima Divisione, man stieg zusammen mit Juve Stabia, Atletico Roma, der SS Barletta Calcio und Gela Calcio in die dritte Liga auf. Dort schaffte man 2010/11 den Klassenerhalt mit Platz neun souverän.
Nachdem die US Siracusa in der Saison 2011/12 den Aufstieg in die Serie B erst in den Aufstiegs-Playoffs verpasst hatte, – die Mannschaft unterlag in den Halbfinals der SS Virtus Lanciano – wurde der Verein im Juli 2012 aus finanziellen Gründen aus allen Profiligen ausgeschlossen. Unter dem Namen Associazione Sportiva Dilettantistica Città di Siracusa nahm die Mannschaft in der Saison 2012/13 an der Terza Categoria, die niedrigste Ligastufe Italiens, teil und sicherte sich zum Saisonende den Aufstieg in die neuntklassige Seconda Categoria. Da im Juni 2013 Siracusa die sportlichen Titel des AC Palazzolo 1954 – welcher in die sechstklassige Eccellenza Sicilia abgestiegen war – übertragen wurden, setzte der Verein unter dem Namen Sport Club Siracusa den Spielbetrieb in der sechsthöchsten Ligastufe fort.

## Erfolge
- Coppa Italia Serie C: 1× (1979)

- Eccellenza Sizilien: 1× (1997/98)

- Scudetto Juniores Nazionali: 2× (2006/07, 2007/08)

## Ehemalige Spieler
- David Balleri, mehr als 300-facher Serie-A-Spieler für Sampdoria Genua, Livorno etc., 1990 bis 1992 im Verein
- Leonardo Colucci, unter anderem für Hellas Verona und Bologna aktiv, aktuell beim FC Modena, begann seine Karriere in Syrakus
- Luciano Favero, zum Beispiel bei US Avellino und Juventus Turin aktiv, auch drei Jahre bei Siracusa unter Vertrag
- Marco Giampaolo, Trainer u. a. beim AC Siena und derzeit beim AC Cesena, als Spieler bei der US Siracusa
- Pasquale Marino, heute erfolgreicher Trainer u. a. bei Catania Calcio oder Udinese Calcio, als Spieler drei Jahre in Syrakus
- Claudio Ranieri, heute Coach, zuletzt beim AS Rom, zuvor u. a. bereits bei Chelsea, Valencia und Juventus, als Aktiver bei der US Siracusa

## Ehemalige Trainer
- Mario Perazzolo, als Aktiver Weltmeister 1938, zum Ende der Spielerkarriere und ein Jahr als Trainer bei der US Siracusa
- Bruno Pesaola, aktiv sowohl als Spieler als auch als Trainer u. a. beim SSC Neapel, 1980 bis 1981 Trainer von Syrakus
- Humberto Rosa
- Lido Vieri, 1970 als Spieler Vize-Weltmeister, 1981 bis 1982 Trainer in Syrakus, weitere Trainerstationen u. a. Torino Calcio und Juve Stabia
- Čestmír Vycpálek, Onkel von Zdeněk Zeman und wirkend in Palermo, Parma und bei Juventus, 1960 bis 1961 Coach von US Siracusa